# 雨果·迪米尼-科潘
雨果·迪米尼-科潘（法語：Hugo Duminil-Copin，1985年8月26日—），法国数学家，主要从事概率论领域的研究。2022年菲尔兹奖得主。

## 生平
迪米尼-科潘曾就读于路易大帝中学、巴黎第十一大学、巴黎高等师范学院等校，2008年赴瑞士日内瓦大学攻读博士学位，师从菲尔兹奖得主斯坦尼斯拉夫·斯米尔诺夫。毕业后于2013年任日内瓦大学助理教授，后升任教授。2016年赴法国高等科学研究所任教。
他曾获得过欧洲数学学会奖（2016年）、数学新视野奖（2017年）、雅克·赫布兰德奖（2017年）、洛易甫奖（2017年）等奖项。2022年获得菲尔兹奖。